# Turek
Turek é um município da Polônia, na voivodia da Grande Polônia e no condado de Turek. Estende-se por uma área de 16,17 km², com 26 955 habitantes, segundo os censos de 2019, com uma densidade de 1667 hab/km².